# Vratislav Vaníček
Vratislav Vaníček (* 16. října 1947 Hradec Králové) je český historik působící na katedře společenských věd Fakulty stavební ČVUT v Praze. Odborně se zabývá především raně a vrcholně středověkými dějinami českých zemí.
Vratislav Vaníček vystudoval střední školu (SVVŠ) v Pardubicích a poté v letech 1966–1971 Filozofickou fakultu Univerzity Karlovy, obor archivnictví a pomocné vědy historické. Po absolvování vojenské služby působil od roku 1973 jako odborný redaktor Encyklopedického institutu ČSAV. V roce 1979 obhájil rigorózní práci (PhDr.) na katedře archivnictví Filozofické fakulty Univerzity Karlovy. Od roku 1990 působil jako redaktor a člen redakční rady časopisu Dějiny a současnost. V roce 1992 se stal odborným asistentem na katedře společenských věd Fakulty stavební ČVUT, kde působí dodnes. V letech 1992–2003 zároveň působil jako vedoucí této katedry. V roce 2005 získal titul Ph.D. na katedře historie Pedagogické fakulty Univerzity Karlovy. Habilitační řízení ukončil r. 2010 a tak získal titul docent.

## Publikace
- Velké dějiny zemí Koruny české. Sv. 2, 1197–1250. Praha : Paseka, 2000. 582 s. ISBN 80-7185-273-2.
- Encyklopedie dějin Německa. Praha : Ivo Železný, 2001. 556 s. ISBN 80-237-3590-X. (spoluautor)
- Velké dějiny zemí Koruny české. Sv. 3, 1250–1310. Praha : Paseka, 2002. 760 s. ISBN 80-7185-433-6.
- Vratislav II. (I.) První český král. Praha: Vyšehrad, 2004. 269 s. ISBN 80-7021-655-7.
- Soběslav I. Přemyslovci v kontextu evropských dějin v letech 1092–1140. Praha : Paseka, 2007. 363 s. ISBN 978-80-7185-831-7.
- Svatý Václav. Praha : Paseka, 2014. 328 s. ISBN 978-80-7432-501-4.
- Posunuté milénium. 1050 let od založení pražského biskupství. Praha : NLN, 2024. ISBN 978-80-7422-954-1. (spoluautor)